# Buellia hyperbolica
Buellia hyperbolica är en lavart som beskrevs av Bagl. 1871. Buellia hyperbolica ingår i släktet Buellia och familjen Caliciaceae.   Inga underarter finns listade i Catalogue of Life.